# SU SU SU SUPER キ・レ・イ
「Su Su Su Superキ・レ・イ」(Su Su Su Super Ki Re i)は、1996年3月23日に発売されたスキャットマン・ジョンのシングル。日本限定発売。
日本で、現地のバックミュージシャンとともにレコーディングされ、カネボウ化粧品「レビュー」のCMにタイアップして発売された。この曲は日本で、彼のシングル曲中最高記録のチャート16位に達した。この歌はパーティーのような歌詞のキャッチーな繰り返しの連続で構成されている。B面は「L.A.アンプラグド・ミックス(L.A. Unplugged Mix)」を追加録音した、エルヴィス・プレスリーの楽曲「ラヴ・ミー・テンダー」のピアノソロカバー。 
CMの内容は若干異なり、スキャットマンが日本語を話し、さまざまな場面で日本の出演者と交流しながら製品を宣伝している。CMは全部で4本あり、2本目と4本目は、それぞれ1本目と3本目の内容から微妙に変化している。 
この曲にはミュージックビデオも存在する。スキャットマンが魔法のように花束を作るところから始まり、スキャットマンがミニチュアの三輪車に乗って円を描くところまで続く。その後は、スキャットマンがCGIのキッチンや地下室のような場所で踊っている。 

## シングルトラックリスト
12センチCD（規格品番：BVCP-8827）
1. "Su Su Su Super キ・レ・イ" [Radio Edit] (3:59)
2. "Su Su Su Super キ・レ・イ" [All Night Long Mix] (5:32)
3. "Su Su Su Super キ・レ・イ" [カラオケ] (3:57)
4. "Scatman (Ski Ba Dop Ba Dop Bop)" [Extended Radio] (5:11)
5. "Love Me Tender" [L.A. Unplugged Mix] (4:04)

12インチアナログ盤（規格品番：PDTD-1015、プロモ盤）
- A面

1. "Su Su Su Super キ・レ・イ" [Radio Edit] (3:59)
2. "Su Su Su Super キ・レ・イ" [All Night Long Mix] (5:38)

- B面

1. "プリプリ・スキャット" [Radio Edit] (3:15)
2. "プリプリ・スキャット" [Love Together Mix] (5:18)

## 共演者
- キーボード：後藤次利
- シンセサイザー：堀川満志
- エレキギター：鈴川真樹
- キーボード：富樫春生
- コーラス：山根麻衣
- プロデュース：後藤次俊
- 録音：Masahiko Kokubo
- ミキシング：Yoshinori Kaji
- 表紙デザイン：Akihiro Iijima